# Avallon
Avallon (AFI: [avalɔ̃]) è un comune francese di 7619 abitanti situato nel dipartimento della Yonne nella regione della Borgogna-Franca Contea.

## Società

### Evoluzione demografica
Abitanti censiti

## Monumenti
- La Collegiale di San Lazzaro (La Collégiale Saint-Lazare) è una chiesa fondata nel XII secolo per accogliere i numerosi pellegrini attirati qui dalla presenza di reliquie di San Lazzaro.
- Chiesa di San Martino (L'église neuve de Saint-Martin): costruita verso il 1650 e facente parte di un complesso conventuale, fu restaurata e ingrandita nel 1848.

## Amministrazione

### Gemellaggi
- Pepinster
- Cochem
- Tenterden
- Saku